# Inocențiu Micu-Klein

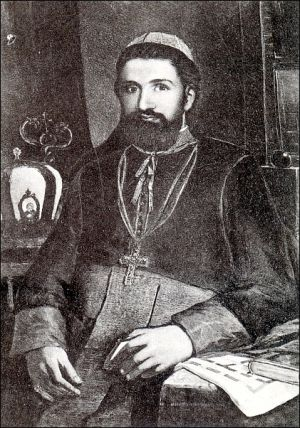
Bischof Ioan Inocențiu Micu-Klein

Inocențiu Micu-Klein OSBM auch  Ioan Inocențiu Micu-Klein (* 1692 in Sadu bei Hermannstadt, Großfürstentum Siebenbürgen; † 22. September 1768 in Rom), war rumänisch-griechisch-katholischer Bischof von Făgăraș in der rumänischen griechisch-katholischen Kirche.

## Leben
Ioan Micu besuchte das Jesuiten-College in Klausenburg und ging nach dem Abitur in das Priesterseminar in Trnava (ungarisch: Nagyszombat). Bereits im Alter von sechsunddreißig Jahren besaß er die Gunst Kaiser Karls VI., der ihn am 25. Februar 1729 zu seinem kaiserlichen Berater ernannte. Im Juli 1729 trat er in das Kloster Mukatschewo ein. Am 5. September 1729 erhielt er den Titel des Barons von Clain (deutsch: Klein). Am 23. September 1729 wurde er zum Ordenspriester geweiht und erhielt den Ordensnamen Inocențiu. 
Am 11. Oktober 1730 wurde er zum Bischof gewählt, am 25. Oktober bestätigt und am 5. November konsekriert. Der neue Bischof ging nach Wien, um sich am Kaiserhof für mehr Rechte des rumänischen Volkes einzusetzen. Zurück in seiner Heimat wurde er feierlich in Făgăraș am 28. September 1732 inthronisiert. Auch in den Jahren 1734–1735 hielt er sich überwiegend in Wien auf, um für seine Heimat und sein Bistum Verbesserungen zu erreichen. Mit den dort gesammelten Spenden baute er ein Kloster in Blasendorf zum Priesterseminar um. 1737 verlegte er den Bischofssitz von Făgăraș nach Blasendorf. Er ließ die Burg, den Dom und Gebäude reparieren und renovieren und legte 1741 den Grundstein für ein neues Basilianer-Kloster. 1744 kam es zu einem Streit zwischen Kaiserin Maria Theresia und Bischof Inocențiu Micu Klein und er wurde des Landes verwiesen. Im Exil in Rom versuchte er mit Hilfe des Heiligen Stuhls wieder zurückzukommen, jedoch ohne Erfolg. Man wollte ihn sogar inhaftieren lassen, wenn er ohne Zustimmung der Kaiserin einreisen würde. Um die Beziehungen des Vatikans und dem Kaiserhof in Wien nicht noch mehr zu belasten, musste der Bischof einlenken; er resignierte am 7. Mai 1751.
Der emeritierte Bischof Inocențiu Micu Klein starb am 22. September 1768 und wurde in der Kirche Madonna del Pascolo in Rom beigesetzt.